# L'Affamée
L'Affamée est livre de Violette Leduc publié en 1948 et dédié à Jacques Guérin, qui évoque l'amour de l'autrice pour Simone de Beauvoir. Éprise de cette femme qu'elle admire et qu'elle adore mais qui ne peut répondre à ses élans, Violette Leduc se livre tout entière dans L'Affamée. Au fil de leurs rencontres et leurs rendez-vous, elle décrit cette passion non réciproque qui la hante, l'exalte et la déchire.

## Violette Leduc et Simone de Beauvoir: une passion littéraire
En 1944, Violette Leduc découvre L'Invitée, une œuvre qui la subjugue et dont elle rêve de rencontrer l'autrice. En 1945, elle est présentée à Simone de Beauvoir qui accepte de lire le manuscrit de L'Asphyxie (1946). Si Simone de Beauvoir ne peut répondre aux élans amoureux de Violette Leduc, elle guidera sa carrière littéraire. Elle relit ses manuscrits, écrit une préface dithyrambique pour La Bâtarde et censure à plusieurs reprises La Folie en tête qu'elle considère comme trop intime. En 1973, après la mort de Violette Leduc, Simone de Beauvoir publie La Chasse à l'amour dont elle avait hérité des droits littéraires.

## Analyse et commentaires
Le refus du nom propre
Considérée comme une pionnière dans le genre de l'autofiction, Violette Leduc fait de sa vie le matériau de son œuvre. Toutefois, aucun de ses textes n'énonce clairement de pacte autobiographique. Dans La Folie en tête, deuxième tome de son autobiographie (1970), elle écrit : « je trempais ma plume Blanzy-Poure dans l'encre, j'écrivais, je parlais de Simone de Beauvoir sans citer son nom. Je racontais mes tourments, mes misères, mes angoisses, mes détresses sans m'adresser à elle mais elle était le personnage dont je m'occupais à chaque page ».
Le refus du nom propre est inhérent à l'œuvre tout entière de Violette Leduc. Elle est consciente de l'enjeu autobiographique impliqué par l'emploi libre des noms propres véritables. Or, son œuvre se construit autour de l'ambiguïté autobiographique et d'une intertextualité entre les épisodes marquants de sa vie qui ne sont jamais racontés sous la même forme. Ainsi, dans L'Affamée, les noms propres apparaissent de manière épisodique, parfois sous la forme d'initiales : « Je me jette sur les initiales argentées des tentures. Un D : le nom de ma mère. Un B : son prénom. Un L : mon nom ».
Un poème en prose
Le style de L'Affamée tient davantage du poème en prose que du simple récit autobiographique. Chaque péripétie, chaque rencontre vécues par l'autrice déclenche des « cataclysmes émotionnels» explorés par la narratrice qui vit et revit intensément la violence affective ces moments du quotidien. L'usage du présent de narration, d'une ponctuation fondée sur l'émotivité, du monologue intérieur et de la transfiguration poétique par nombreuses métaphores plongent le lecteur dans les désordres passionnelles de la narratrice.
Écriture et sexualité
L'amour, le désir et la sexualité hantent chaque page de L'Affamée. Chaque objet, chaque paysage, chaque monument rencontré par la narratrice se métamorphose grâce à l'amour éprouvé pour Simone de Beauvoir : « c'est le regard qui opère la transmutation de la matière en jouissance pure ».
Par ailleurs, en plus d'être le prétexte de rencontres renouvelées, l'écriture du manuscrit de L'Affamée qui sera relu par Simone de Beauvoir incarne pour Violette Leduc la seule forme acceptable de son amour passionnée pour son mentor.

## Prolongements
L'Affamée a fait l'objet en 2017 d'une mise en scène pour le Festival d'Avignon par Catherine Decastel assistée d'Armelle Bossière. Le spectacle s'attache à mettre en scène par la danse et l'expression du corps la tension du sentiment amoureux, entre sublimation et solitude car, comme l'écrit Violette Leduc, « aimer est difficile mais l'amour est une grâce ».